# Pont de l’île de Ré
Die Pont de l’île de Ré verbindet das französische Festland im Département Charente-Maritime mit der Île de Ré, der viertgrößten Insel Frankreichs (nach Korsika, der Île d’Oléron und der Belle-Île).
Sie ist die zweitlängste Brücke Frankreichs nach der Pont de Saint-Nazaire.

## Beschreibung
Die Pont de l’île de Ré beginnt bei La Rochelle zwischen dem Flughafen La Rochelle und dem Hafenviertel La Pallice und führt die Route départementale D735 in einer fast 3 km langen Biegung und einer Höhe von bis zu 42 m zu der Landspitze Sablanceaux in Rivedoux-Plage auf der Île de Ré.
Die Brücke ist 2926,5 m lang und 15,5 m breit. Sie hat zwei Fahrspuren mit schmalen Pannenstreifen und, durch Betonschutzbarrieren von der Fahrbahn getrennt, einen Radweg mit markierten Fahrtrichtungen auf der Nordseite und einen Gehweg auf der Südseite. Die Brücke ist auf ihrer ganzen Länge beleuchtet. Im Inneren der Brücke verlaufen Wasser-, Strom- und Telefonleitungen.
Die Brücke hat unter vier Öffnungen eine Durchfahrtshöhe von 30 m über Hochwasser, die die französische Marine verlangt hatte.
Der Fahrbahnträger ist eine Spannbeton-Hohlkastenkonstruktion mit 29 Feldern und Spannweiten (von der Insel zum Festland) von 37,20 + 56,40 + 83,20 + 24×100,00 + 71,80 + 37,90 m. Der Fahrbahnträger ist unterteilt in insgesamt 6 Durchlaufträger, die durch Dehnungsfugen voneinander getrennt sind, davon 4 mit 440,00 m Länge, einer an der Insel mit 456,80 m und einer am Festland mit 709,70 m.

Die einzelligen Hohlkästen haben einen trapezförmigen Querschnitt mit variabler Bauhöhe.
Die Pfeiler haben einen Durchmesser von 5,50 m und einen Hohlquerschnitt. Ihr Inneres steht mit dem Meerwasser in Verbindung. Sie stehen auf einer Fundamentplatte über jeweils vier mit Beton gefüllten Bohrpfählen, die einen Durchmesser von 2 m haben und mit einer Neigung von 20° bis zu 12 m tief in den Untergrund getrieben wurden. Insgesamt wurden 1100 laufende Meter dieser Pfähle hergestellt.

## Geschichte, Bauverfahren
Die Brücke war ein Projekt des Département Charente-Maritime; die Konzeption wurde von Michel Virlogeux erarbeitet, damals Leiter der Betonbrückenabteilung der SETRA, der regelmäßig und so auch an dieser Brücke mit dem Architekten Charles Lavigne zusammenarbeitete.
Am 23. September 1986 wurde der Vertrag zwischen dem Département und dem Unternehmen Bouygues Construction über den Bau der Brücke unterzeichnet. In den ersten Monaten wurden die Bohrpfähle und die 28 Pfähle der Brücke erstellt. Dafür setzte Bouygues eine Bohrinsel seiner Tochter Bouygues Offshore ein, die in Gabun im Einsatz war, sowie zwei Pontons für die Betonmischer.
In der Zwischenzeit wurde an Land direkt neben der Brücke ein überdachtes Fertigteilwerk eingerichtet und das fahrbare Vorbaugerüst (poutre de lancement) vorbereitet, das Pierre Richard, der Technische Direktor von Bouygues, entwickelt hatte. Es war 285 m lang und 500 to schwer und konnte sich auf 2 × 12 Zwillingsreifen, also insgesamt 48 Reifen aus der Flugzeugindustrie mit einer Geschwindigkeit von 2 m/min selbst bewegen. Es war lang genug, um – gestützt auf zwei Pfeiler – jeweils zwei Fertigteilsegmente an einem Ende aufzunehmen und sie zu beiden Seiten des nächsten Pfeilers an ihren Platz zu heben, bis die Mitte der äußeren Öffnung erreicht und die innere Öffnung geschlossen war. Dann bewegte sich das Vorbaugerüst zum nächsten Pfeiler.

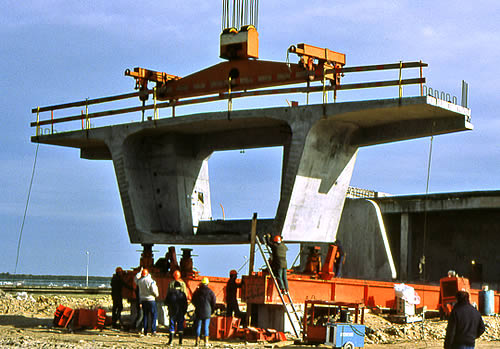
Ein kleineres Brückensegment

In dem Werk wurden 798 Brückensegmente mit einem Gewicht von 65 – 130 t pro Stück und einer Länge von rund 3,67 m hergestellt, wobei jeweils zwei Segmente gegeneinander betoniert wurden. Nach dem Aushärten kam eines auf den Lagerplatz, während die Stirnseite des anderen als Schalungsform für das nächste Segment diente.
Der Einbau der Brückensegmente begann am 20. Juli 1987. Dabei wurden die an ihren Platz gehobenen Segmente mit Epoxidharz verklebt und mit Spanngliedern an den Kragarmen des Freivorbaus verankert. Am 15. Februar 1988, einem lange im Voraus bekanntgegebenen Termin, wurde vor großem Publikum das letzte Segment eingesetzt.
Am 19. Mai 1988 wurde die Pont de l’île de Ré feierlich eröffnet.

## Maut
Die Benutzung der Brücke durch motorisierte Fahrzeuge war von Anfang an mautpflichtig. Seit 2012 wird die Maut nicht mehr als Straßen- bzw. Brückenbenutzungsgebühr erhoben, sondern als Ökosteuer zur Finanzierung des Programmes CAP Ré zum Schutz und zur Erhaltung der Umwelt auf der Insel.

## Streitigkeiten
Die Brücke war schon lange vor ihrem Bau umstritten zwischen denen, die die Abgeschiedenheit der schwer zugänglichen Insel erhalten wollten und denen, die die im Sommer teilweise kilometerlangen Staus und den umständlichen Fährbetrieb nicht mehr zumutbar fanden. Einige Inselbewohner versuchten, den Bau der Brücke durch gerichtliche Klagen zu verhindern. Die letzten dieser Verfahren wurden im November 1990 vom Oberverwaltungsgericht Bordeaux endgültig abgewiesen – mehr als zwei Jahre nach der Fertigstellung der Brücke.

## Riss eines Spannkabels
Am 14. September 2018 wurde mitgeteilt, dass eines der 12 Spannkabel, die in jedem Brückenarm enthalten sind, gebrochen sei. Der Schwerlastverkehr wurde daraufhin verboten, weitere Beschränkungen wurden zunächst nicht verfügt.